# Полежай, Павел Тихонович
Павел Тихонович Полежай (укр. Павло Тихонович Полежай; 20 апреля 1920, село Комендантовка, Полтавская губерния — 2 мая 1973, Харьков) — советский учёный-правовед, специалист в области теории государства и права. Доктор юридических наук (1967), профессор (1969), профессор и заведующий кафедрой (1971 — 1973) теории государства и права Харьковского юридического института. Участник Великой Отечественной войны.

## Биография
Павел Полежай родился 20 апреля 1923 года в селе Комендантовка Полтавской губернии. В 1941 году окончил Харьковское военное училище связи. Принимал участие в Великой Отечественной войне, воюя на Юго-Западном фронте, был командиром разведывательного взвода и начальником связи дивизиона, имел воинское звание лейтенанта.
Высшее образование Полежай получил в Харьковском юридическом институте, который окончил в 1948 году. По окончании института с 1949 по 1950 год работал на должности старшего следователя Днепропетровской областной прокуратуры.
В 1950 году поступил в аспирантуру ХЮИ, окончив которую в 1952 году, продолжил работать в этом вузе. Последовательно занимал должности преподавателя, доцента и профессора на кафедре теории государства и права (с 1953 по 1963 год — кафедра теории и истории государства и права).
В 1971 году Павел Тихонович возглавил кафедру теории государства и права ХЮИ, которой заведовал вплоть до своей смерти. К основным достижениям Полежая на должности заведующего кафедрой относятся: организационное укрепление кафедры и активизация её педагогической и методической деятельности. Павел Тихонович Полежай скончался 2 мая 1973 года в Харькове.

## Научная деятельность
В круг научно-исследовательских вопросов Павла Тихоновича входили следующие проблемы теории государства и права — правопонимание, теория правоотношений, соотношение права с политикой и экономикой, соотношение законности и целесообразности в правотворческой деятельности государства, сущность различных исторических типов государства и права.
В 1953 году под научным руководством профессора Владимира Сливицкого защитил диссертацию по теме «Творческая роль советского права в осуществлении хозяйственно-организаторской функции советского государства» на соискание учёной степени кандидата юридических наук. Написал две докторских диссертации по темам «Политика и право в социалистическом обществе» и «Советское право и политика в период строительства коммунизма», последнюю из которых успешно защитил в 1967 году и получил учёную степень доктора юридических наук. В 1969 (по другим данным в 1970) году ему было присвоено учёное звание профессора.
Являлся автором более чем 40 трудов, основными среди которых были: «О соотношении юридических и технических норм в социалистическом обществе» (1960, соавтор), «Сущность права» (1964), «К вопросу о понятии социалистического права» (1965), «Правовые отношения» (1965), «Специфические соотношения права и экономики в социалистическом обществе» (1970) и «Экономика, политика и право в социалистическом обществе» (1973).

## Награды
Пётр Тихонович Полежай был награждён орденом Красной Звезды (6 мая 1965) и двумя медалями «За победу над Германией в Великой Отечественной войне 1941—1945 гг.» (9 мая 1945) и «Двадцать лет Победы в Великой Отечественной войне 1941—1945 гг.».